# Chefs de parti à la Chambre des représentants des États-Unis

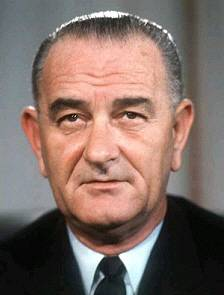
Lyndon B. Johnson, le plus jeune de l'histoire des États-Unis et l'un des plus célèbres chefs de la majorité du Sénat américain

Les chefs de la majorité et de la minorité de la Chambre des représentants des États-Unis sont deux représentants élus par leurs partis dont l'un se trouve en majorité et l'autre en minorité. Ils sont les principaux représentants de leur parti à la Chambre des représentants et gèrent le calendrier législatif de l'Assemblée. Le chef de la majorité est parfois le représentant de son parti devant l’ensemble du Congrès si le Sénat et donc sa présidence est contrôlée par l'opposition.
Il existe également des chefs adjoints de la majorité et de la minorité, souvent appelés whips, dont le rôle est de rassembler les membres du parti sur les sujets les plus importants.
Le Sénat et de nombreuses législatures d'État des États-Unis sont organisées sur le même principe.